# Hematoksilin
Hematoksilin je organsko prirodno bojilo koje u biologiji i medicini ima osobitu važnost za bojenje preparata jer boji samo određene dijelove stanica. Hematoksilin se nalazi u plavom drvetu kampečevini (lat. Lignum campechianum, L. haematoxyli). Upotrebljava se za bojenje i tiskanje pamuka, svile, poliamida, vune, krzna i kože. Dobiva se vrlo postojana plavocrna boja, te kao pigment za izradu crne tinte, tiskarskih i slikarskih uljenih boja. Hematoksilinski preparati mogu se upotrebljavati kao antioksidacijska sredstva za nezasićene masne kiseline, kao reagens za dokazivanje truljenja hrane, te za bojenje histoloških preparata.  
Oksidacijom hematoksilina na zraku nastaje hematein. Hematein je prirodno bojilo, C16H1206 (C.I. 75290), tvori crvene iglice koje se raspadaju na temperaturi višoj od 200 °C. Malo je topljiv u etanolu i eteru (žuta boja), te u vodi (crvena boja). Dobro je topljiv u alkalijama (modroljubičasta boja) i mineralnim kiselinama (crvena boja). Hematein čini sa solima teških metala složene spojeve, i to od modroljubičastih s bakrenim i kositrenim solima do crnih sa željeznim solima.

## Prirodna bojila
Prirodna bojila su obojeni organski spojevi koji se nalaze u stanicama biljaka i životinja, te u mikroorganizmima. Prirodna bojila mogu se u njima nalaziti u slobodnom obliku (kurkumin) ili u spoju sa šećerom i bjelančevinama. Neka su bojila (indigo, antikni purpur) bezbojna, pa se od njih dobiva obojen spoj oksidacijom, fermentacijom ili fotokemijskim postupkom. 

### Heterociklička prirodna bojila
Prema kemijskoj konstituciji heterociklička prirodna bojila mogu se svrstati u dvije skupine: bojila s kisikovim atomima i bojila s dušikovim atomima u prstenima. Od bojila koja danas imaju neko praktično značenje u prvoj su skupini: brazilein, hematein, oenin i santalin, dok su u drugoj skupini: antikni purpur, indigo i klorofil.

## Slike
- Drvna sječka stabla Haematoxylum campechianum
- Hematoksilin u prahu
- Koža miša, obojena s hematoksilinom (ljubičasta) i eozinom (ružičasta)
- Otopina hematoksilina